# Pheroliodes longisetus
Pheroliodes longisetus är en kvalsterart som beskrevs av Baranek 1986. Pheroliodes longisetus ingår i släktet Pheroliodes och familjen Pheroliodidae. Inga underarter finns listade i Catalogue of Life.